# Athleticatemnus pugil
Athleticatemnus pugil es una especie de arácnido del orden Pseudoscorpionida de la familia Atemnidae.

## Distribución geográfica
Se encuentra en República Democrática del Congo.